# Atlapetes meridae
El atlapetes de Mérida (Atlapetes meridae) es una especie de ave paseriforme de la familia Passerellidae propia de Sudamérica.

## Distribución y hábitat
La especie es endémica de las regiones montañosas de los Andes, en los estados de Mérida y el este de Táchira, en el oeste de Venezuela. A menudo es considerada como subespecie del gorrión montés bigotudo (A. albofrenatus).